# Lonestar
Lonestar är en amerikansk countrygrupp som består av Cody Collins (sång, akustisk gitarr), Michael Britt (gitarr, bakgrundssång), Keech Rainwater (trummor), Dean Sams (keyboard, melodica, bakgrundssång) och Michael Hill (basgitarr).

## Diskografi
Album
- Lonestar (1995)
- Crazy Nights (1997)
- Lonely Grill (1999)
- This Christmas Time (2000)
- I'm Already There (2001)
- From There to Here: Greatest Hits (2003)
- Let's Be Us Again (2004)
- Coming Home (2005)
- Mountains (2006)
- Party Heard Around the World (2010)
- Life as We Know It (2013)
- Never Enders (2016)